# 코드명 엔젤
《코드명 엔젤》(영어: The Angel)는 2018년 공개된 미국의 영화이다. 아리엘 브로멘 감독이 연출했으며 마르반 켄자리, 토비 케블이 출연했다.

## 줄거리
주인공 아슈라프 마르완은 나세르 이집트 대통령의 셋째 사위이며, 이집트 정부를 위해 일한 공작원이다. 어떠한 이유로 이스라엘의 스파이가 되어야 했던 실화를 기반으로 제작한 영화이다.

## 출연진
- 마르완 켄자리(아슈라프 마르완 역)
- 토비 켑벨(대니 벤 아로야 역)
- 한나 웨어(다이애나 데이브스 역)
- 왈리드 주에이터(가마라 아브델 나세르 역)
- 차히 하레비(가다피 역)

## 제작진
- 감독 - 아리엘 브로멘
- 음악 - 피나 토프락
- 각본 - 데이빗 아라타 / 유리 바-조셉
- 편집 - 대니 래픽
- 기획 - 매튜 오툴
- 촬영 - 테리 스테이시
- 제작 - 시몽 이스톨라이넨 / 자프리르 코차노프스키 / 앙트완 스티울

## 같이 보기
- 제3차 중동 전쟁